# Cattedrale di Port-au-Prince

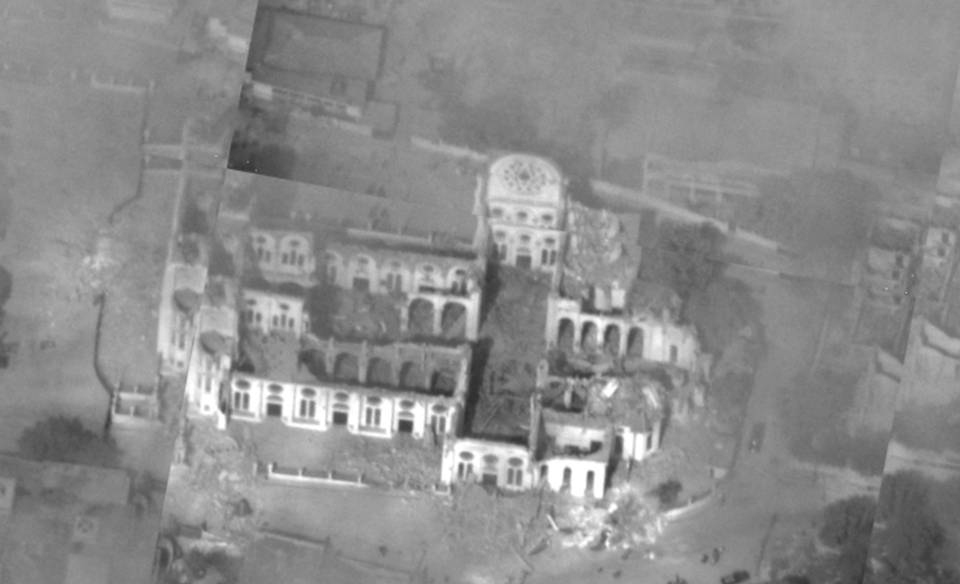
Fotografia aerea della cattedrale due giorni dopo il terremoto del 12 gennaio 2010.

La cattedrale di Port-au-Prince (cathédrale Notre-Dame de l'Assomption de Port-au-Prince), costruita tra il 1884 ed il 1914 al posto di una chiesa precedente edificata alla fine del XVIII secolo, è la cattedrale cattolica della capitale di Haiti, Port-au-Prince. Visitata da molti turisti come esempio notevole di architettura locale, è stata semidistrutta durante il terremoto del 12 gennaio 2010.